# Kepler-345c
Kepler-345c es un planeta extrasolar que forma parte de un sistema solar formado por al menos dos planetas. Orbita la estrella denominada Kepler-345. Fue descubierto en el año 2014 por la sonda Kepler por medio de tránsito astronómico.